# ATV Offroad Fury
ATV Offroad Fury es un juego de carreras de PlayStation 2, lanzado en febrero de 2001. ATV Offroad Fury y su secuela ATV Offroad Fury 2 fueron desarrollados por Rainbow Studios, quien en sus trabajos incluye la serie Splashdown, MX Unleashed, y la serie de PC Motocross Madness.
Developer Climax se convirtió en el desarrollador a partir de ATV Offroad Fury 3, y desde entonces ha hecho ATV Offroad Fury 3, ATV Offroad Fury 4, Blazin' Trails, y ATV Offroad Fury Pro, los últimos dos fueron lanzados para PSP.

## Jugabilidad
La jugabilidad del juego es muy simple, con tres secciones principales de juego, aunque cambiando la jugabilidad.

### Eventos
En el juego, el jugador elige entre 12 diferentes tipos de Cuatriciclos y 20 pistas diferentes de carrera en una variedad de tipos, incluyendo Entrenamiento, Estilo libre, Cross Country Endurance, MAXXIS Nationals, Stadium Supercross y Pro Career, así como varios modos multiplayer. Cada uno de los diferentes tipos de juego tienen objetivos diferentes que el jugador debe llevar a cabo a fin de tener éxito.
Por ejemplo, en Estilo libre, el jugador debe conseguir tantos puntos como sea posibles realizando rampas de salida de trucos, pero en Pro Career, el jugador debe ganar diferentes carreras para avanzar en el juego y desbloquear nuevas pistas.

### Modos de carrera
Existen tres diferentes modos de carrera que se pueden acceder a través de la pantalla de selección de pista. Estos no pueden ser seleccionados durante modo Pro Career y no todos los modos están disponibles durante ciertos Eventos.

### Práctica
Eventos:
- Freestyle Competition
- Cross Country Enduro
- MAXXIS Nationals
- Stadium Supercross

La carrera en este modo para practicar en cualquiera de las pistas que hayas desbloqueado jugando Pro Career. Las carreras de práctica tienen un número ilimitado de vueltas.

### Lap attack
Eventos:
- Cross Country Enduro
- MAXXIS Nationals
- Stadium Supercross

Lap Attack está disponible para 1 jugador solamente. Este modo te permite mejorar tu tiempo de vuelta por carreras contra un "fantasma" de tu propio conductor de ATV. El fantasma aparecerá después de que completes una vuelta. Como con el modo de práctica, Lap Attack tiene un número ilimitado de vueltas.

### Single race
Eventos:
- Freestyle Competition
- Cross Country Enduro
- MAXXIS Nationals
- Stadium Supercross

En el modo Single Race, puedes jugar el número de vueltas en todas partes de 2 a 20 y competir con otros motociclistas.

## Soundtracks
- Alice in Chains - Them Bones
- Apollo 440- Yo! Future
- Anthrax - Crush
- Bender - Isolate
- Bender - Superfly
- Cirrus - Stop and Panic
- Primus - Jerry Was a Race Car Driver
- Sevendust - Denial
- Soundgarden - Spoonman
- Strawhorse - Atlanta
- Strawhorse - Fishbowl
- Strung Out - Mephisto
- Strung Out - Scarecrow
- Ultraspank - Click
- Ultraspank - Crumble